# Skutare
Skutare (bulgariska: Скутаре) är ett distrikt i Bulgarien.   Det ligger i kommunen obsjtina Maritsa och regionen Plovdiv, i den centrala delen av landet, 140 km öster om huvudstaden Sofia.
Trakten runt Skutare består till största delen av jordbruksmark. Runt Skutare är det ganska tätbefolkat, med 185 invånare per kvadratkilometer.